# Мегалодон
Мегалодонът (Otodus megalodon) е вид праисторическа голяма  акула – хищник, обитавал океаните в периода късен олигоцен – ранен неоген и изчезнал преди 2 милиона години. Името на този хищник се превежда като „голям зъб“ (на гръцки: μεγάλος – голям, δόντι – зъб).
Изчезването на мегалодона се свързва със захлаждането на климата през плиоцена: океаните се охлаждат, картата на океанските течения се променя, ледниците задържат огромно количество вода, което предизвиква намаляване на шелфовите води; китовете започват да обитават по-богатите на планктон и по-студени води, а по това време се появяват и косатките, които вероятно са ловували млади мегалодони.

## Разпространение
Мегалодонът е бил разпространен повсеместно – останки се откриват в Европа, Северна и Южна Америка, Африка, Малта, Нова Зеландия, Австралия, Индия, Япония и други.

## Описание
Точната форма на тялото на мегалодона не може да бъде възстановена, тъй като най-разпространените останки от този вид са зъбите – те наподобяват зъбите на бялата акула, но са по-назъбени и по-големи (до 18 cm). Липсата на повече останки се обяснява от факта, че скелетът на мегалодона е бил изграден от хрущял, а не от кост. Все пак, изхождайки от приликата между зъбите на мегалодона и съвременната бяла акула, някои учени предполагат, че формата на тялото на праисторическата хищна риба е наподобявала тази на бялата акула.
Предполага се, че мегалодонът е достигал 18 метра дължина и тегло до 60 000 килограма. В по-старата литература се посочва, че видът е достигал до размери от 30 метра и 120 000 килограма, но това се дължи по-скоро на погрешни изчисления.

## Хранене
Мегалодонът е бил хищна риба, специализирана в лова на едри морски животни – най-вече праисторически китоподобни, като основна част от менюто му са били цетотерите (древни китове). Жертвите на мегалодона са обитавали предимно плитките и топли шелфове на океаните.